# Brasil Ladies Cup de 2021
Brasil Ladies Cup de 2021 foi um torneio amistoso de futebol feminino, organizado pela Federação Internacional de Football Soccer Society (FIFOS) em parceria com a Federação Paulista de Futebol (FPF) e realizado entre os dias 12 e 19 de dezembro de 2021. Os participantes foram América de Cali, Ferroviária, Flamengo, Internacional, Palmeiras, River Plate, Santos e São Paulo.
Na primeira fase, cada equipe disputou três partidas, com três pontos concedidos para cada vitória, um ponto para o empate e nenhum ponto para a derrota. São Paulo e Santos lideram seus respectivos grupos e avançaram para a final, que foi vencida pela primeira equipe.

## Antecedentes
Em outubro de 2021, a Federação Internacional de Football Soccer Society (FIFOS) anunciou a realização da Brasil Ladies Cup juntamente com um projeto, que tem como objetivo contribuir com o desenvolvimento do futebol feminino, por meio de eventos que fomentem a prática. Dessa forma, o torneio foi realizado paralelamente com ações sociais, debates, palestras, workshops e outro eventos transmitidos no canal da Federação Paulista de Futebol (FPF) no Youtube, parceira institucional da competição. Por sua vez, a cidade de Santana de Parnaíba foi anunciada como cidade sede da primeira fase e o estado Allianz Parque, em São Paulo, como sede da final. O Grupo Globo transmitiu todos os jogos através dos canais SporTV e TV Globo.

## Formato e participantes
Originalmente, a entidade organizadora do torneio confirmou a participação de América de Cali, Ferroviária, Flamengo, Palmeiras, River Plate, Santiago Morning, Santos e São Paulo. No entanto, o clube chileno desistiu do torneio e foi substituído pelo Internacional. O regulamento, por sua vez, dividiu os participantes em dois grupos, pelos quais enfrentaram os adversários do próprio chaveamento. Após três rodadas, os líderes de cada grupo avançaram para a final.

## Resumo
O Internacional enfrentou o América de Cali na partida de abertura do torneio. O clube brasileiro tinha muitos desfalques, principalmente no setor defensivo e contou com um bom desempenho da goleira Vivi. A partida se encaminhava para um empate sem gols até os 35 minutos do segundo tempo, quando Joemar fez o gol da vitória das colombianas. O clássico da Saudade protagonizou o jogo seguinte, que terminou empatado pelo placar de 1–1. O primeiro dia do torneio foi encerrado com os triunfos de Flamengo e São Paulo. Pela segunda rodada, Internacional, Palmeiras, Santos e São Paulo venceram seus adversários e seguiram com chances de classificação, enquanto Ferroviária e River Plate foram eliminados.
O terceiro dia da competição iniciou com o empate sem gols entre América de Cali e Ferroviária. O clube colombiano foi superior a maior parte do jogo, mas não conseguiu vencer o sistema defensivo do adversário e acabou sendo eliminado. Com esse resultado, a liderança do grupo foi disputada entre Internacional e São Paulo, que enfrentaram-se às 18 horas. O embate foi vencido pelo clube paulista, que marcou o único gol com a atacante Giovana. No outro grupo, o Santos encaminhou a classificação ao golear o Flamengo; contudo, precisou esperar a última partida entre Palmeiras e River Plate. Esta terminou com uma goleada do rival, mas o resultado não foi suficiente para tirar a classificação do Santos.
Em 19 de dezembro, a final entre Santos e São Paulo foi disputada no estádio Allianz Parque, em São Paulo. Originalmente, a partida não contaria com a presença de público por uma determinação da Polícia Federal, mas a entrada de torcedores acabou sendo permitida pela organização do torneio e pelo Ministério Público. O primeiro tempo da decisão foi de ampla superioridade do São Paulo, que apresentou um jogo coletivo mais incisivo e uma melhor organização nas trocas de passes e nas movimentações das jogadoras, mas tinha dificuldades em converter o domínio em gols. De todo modo, aos 30 minutos, a lateral direita Giovana cruzou para Duda abrir o placar. Poucos minutos depois, o São Paulo ampliou a diferença com Naná, que pegou o rebote de sua própria finalização. Por outro lado, o Santos apresentou falhas para construir as jogadas ofensivas. No entanto, o clube mostrou força de reação ao conseguir diminuir o placar logo nos primeiros minutos do segundo tempo. Na ocasião, Brena recebeu um passe de Cristiane e arrematou da entrada da área. Porém, o ânimo do Santos durou pouco já que o São Paulo voltou a ampliar a diferença com a zagueira Thais Regina. Nos quinze minutos finais, o Santos diminuiu com Ketlen e ainda teve a chance de empatar com Cristiane. Com esse resultado, o São Paulo conquistou o título do torneio.

## Classificação da primeira fase
Cada time disputou dois jogos, com três pontos concedidos para a vitória, um para o empate, nenhum para a derrota. Após as três rodadas, os líderes de cada grupo se classificaram para a decisão do torneio.

### Grupo A
| Pos | Equipe      | Pts | J | V | E | D | GP | GC | SG | Classificado            |
| --- | ----------- | --- | - | - | - | - | -- | -- | -- | ----------------------- |
| 1   | Santos      | 7   | 3 | 2 | 1 | 0 | 8  | 2  | +6 | Classificado para final |
| 2   | Palmeiras   | 7   | 3 | 2 | 1 | 0 | 6  | 1  | +5 |                         |
| 3   | Flamengo    | 3   | 3 | 1 | 0 | 2 | 3  | 5  | −2 |                         |
| 4   | River Plate | 0   | 3 | 0 | 0 | 3 | 0  | 9  | −9 |                         |

### Grupo B
| Pos | Equipe          | Pts | J | V | E | D | GP | GC | SG | Classificado            |
| --- | --------------- | --- | - | - | - | - | -- | -- | -- | ----------------------- |
| 1   | São Paulo       | 9   | 3 | 3 | 0 | 0 | 3  | 0  | +3 | Classificado para final |
| 2   | América de Cali | 4   | 3 | 1 | 1 | 1 | 1  | 1  | 0  |                         |
| 3   | Internacional   | 3   | 3 | 1 | 0 | 2 | 2  | 2  | 0  |                         |
| 4   | Ferroviária     | 1   | 3 | 0 | 1 | 2 | 0  | 3  | −3 |                         |

## Partidas
Todas as partidas seguem o horário oficial de Brasília (UTC−3).

### Primeira rodada
| 12 de dezembro | Internacional | 0 – 1  | América de Cali | Gabriel Marques da Silva, Santana de Parnaíba |
| 10h00min       |               | Súmula | Joemar 79'      | Árbitro: Matheus Delgado Candançan            |

| 12 de dezembro | Palmeiras | 1 – 1  | Santos    | Gabriel Marques da Silva, Santana de Parnaíba |
| 14h00min       | Chú 19'   | Súmula | Júlia 39' | Árbitro: Pietro Dimitrof Stefanelli           |

| 12 de dezembro | São Paulo   | 1 – 0  | Ferroviária | Gabriel Marques da Silva, Santana de Parnaíba |
| 18h00min       | Glaucia 20' | Súmula |             | Árbitro: Rodrigo Santos                       |

| 12 de dezembro | River Plate | 0 – 2  | Flamengo                       | Gabriel Marques da Silva, Santana de Parnaíba |
| 22h00min       |             | Súmula | Darlene 50' · Dani Ortolan 60' | Árbitro: Diego Augusto Fagundes               |

### Segunda rodada
| 14 de dezembro | Ferroviária | 0 – 2  | Internacional                | Gabriel Marques da Silva, Santana de Parnaíba |
| 10h00min       |             | Súmula | Fabi Simões 38' · Maiara 45' | Árbitro: SP Daiane Muniz (FIFA)               |

| 14 de dezembro | Santos                                        | 3 – 0  | River Plate | Gabriel Marques da Silva, Santana de Parnaíba |
| 14h00min       | Giovanna 43' · Cristiane 73' (p.) · Thais 77' | Súmula |             | Árbitro: Marcio Mattos dos Santos             |

| 14 de dezembro | Flamengo | 0 – 1  | Palmeiras          | Gabriel Marques da Silva, Santana de Parnaíba |
| 18h00min       |          | Súmula | Bruna Calderan 72' | Árbitro: Ricardo Bittencourt da Silva         |

| 14 de dezembro | América de Cali | 0 – 1  | São Paulo | Gabriel Marques da Silva, Santana de Parnaíba |
| 22h00min       |                 | Súmula | Naná 30'  | Árbitro: Pablo Rodrigo Soares de Oliveira     |

### Terceira rodada
| 16 de dezembro | Ferroviária | 0 – 0  | América de Cali | Gabriel Marques da Silva, Santana de Parnaíba |
| 10h00min       |             | Súmula |                 | Árbitro: Flávio Roberto Mineiro Ribeiro       |

| 16 de dezembro | Santos                                     | 4 – 1  | Flamengo    | Gabriel Marques da Silva, Santana de Parnaíba |
| 14h00min       | Giovanna 12' · Ketlen 24', 73' · Erika 37' | Súmula | Rafaela 47' | Árbitro: Fernanda dos Santos Ignacio de Souza |

| 16 de dezembro | São Paulo  | 1 – 0  | Internacional | Gabriel Marques da Silva, Santana de Parnaíba |
| 18h00min       | Giovana 5' | Súmula |               | Árbitro: Fabiano Monteiro dos Santos          |

| 16 de dezembro | Palmeiras                                                | 4 – 0  | River Plate | Gabriel Marques da Silva, Santana de Parnaíba |
| 22h00min       | Thais 39' · Carol 46' · Ottilia 80' · Bruna Calderan 89' | Súmula |             | Árbitro: Adeli Mara Monteiro                  |

### Final
| 19 de dezembro | Santos                 | 2 – 3  | São Paulo                              | Allianz Parque, São Paulo       |
| 10h12min       | Brena 48' · Ketlen 76' | Súmula | Duda 31' · Naná 38' · Thais Regina 59' | Árbitro: Marianna Nanni Batalha |

## Artilheiras
Ao marcar um gol na decisão contra o São Paulo, a atacante Ketlen, do Santos, foi a artilheira da competição. No total, a competição contou com 28 gols marcados por 23 jogadoras.
3 gols
- Ketlen (Santos)

2 gols
- Bruna Calderan (Palmeiras)
- Giovanna (Santos)
- Naná (São Paulo)

1 gol
- Brena (Santos)
- Carol (Palmeiras)
- Chú (Palmeiras)
- Cristiane (Santos)
- Dani Ortolan (Flamengo)
- Darlene (Flamengo)
- Duda (São Paulo)
- Erika (Santos)
- Fabi Simões (Internacional)
- Giovana (São Paulo)
- Glaucia (São Paulo)
- Joemar (América de Cali)
- Júlia (Santos)
- Maiara (Internacional)
- Ottilia (Palmeiras)
- Rafaela (Flamengo)
- Thais (Palmeiras)
- Thais (Santos)
- Thais Regina (São Paulo)